# 埃斯戈斯
埃斯戈斯，是西班牙加利西亚自治区奥伦塞省的一个市镇。总面积38平方公里，总人口1294人（2001年），人口密度34人/平方公里。